# آفشين (آراغاتسوتن)
مدينة آفشين (بالإنجليزية: Avshen) هي إحدى المدن التابعة لمقاطعة آراغاتسوتن في أرمينيا. يقدر عدد سكانها بـ 271 نسمة حسب إحصاء عام 2011.

## الروابط الخارجية
1. ↑   http://foto-planeta.com/np/1000018121/avshen.html. {{استشهاد ويب}}: |url= بحاجة لعنوان (مساعدة) والوسيط |title= غير موجود أو فارغ (من ويكي بيانات) (مساعدة)
2. ↑  Հայաստանի 2011 թ. մարդահամարի արդյունքները (PDF) (بالأرمنية), QID:Q110751466
3. ↑  GeoNames (بالإنجليزية), 2005, QID:Q830106